# 10 Draconis
10 Draconis (10 Dra) je hvězda v souhvězdí Draka. Její zdánlivá velikost je 4,66. Její další označení 87 Ursae Majoris. Vzhledem k tomu, že se nachází 372 světelných let od Země, její absolutní hvězdná velikost je rovna -0,62. Patří do spektrální třídy M3,5III. Je periodickou proměnnou hvězdou.
Odhaduje se, že hvězda má stáří asi 10 miliard let, je červeným obrem spektrálního typu M3.5 III na konci života hvězdy. 10 Dra má pouze 93% hmoty Slunce, ale má přibližně 83krát větší poloměr než Slunce. Hvězda má více než 1.000násobek svítivosti Slunce a její fotosféra má efektivní teplotu 3 584 K.